# Fiona Dourif
Fiona Christianne Dourif (Woodstock, Nueva York, 30 de octubre de 1981) es una actriz y productora estadounidense, conocida por su papel protagónico como Nica Pierce en la franquicia de Child's Play, incluyendo la película de terror Curse of Chucky (2013), su secuela Cult of Chucky (2017), y la serie Chucky (2021–24). Aparece en estas producciones junto a su padre, Brad Dourif, quien interpreta al antagonista principal de la serie, Chucky.
Protagonizó como Bart Curlish en la serie de ciencia ficción de BBC America Dirk Gently's Holistic Detective Agency (2016–2017), como Diane Jones en la miniserie de ABC When We Rise (2017), y como la Dra. Cassie McKay en el drama médico de Max The Pitt (2025). Tuvo papeles recurrentes en la serie de drama fantástico de HBO True Blood (2011), en la serie de thriller criminal de NBC The Blacklist (2018–2021), en la serie de acción y terror de USA Network The Purge (2018), y en la miniserie de CBS All Access The Stand (2020).
También ha aparecido en películas como Garden Party (2008), The Master (2012), Fear Clinic (2014), Blood Is Blood (2016), Tenet (2020), The Shuroo Process (2021), Don't Look at the Demon (2022), y Unsinkable (2024).

## Biografía
Fiona Dourif  tiene ascendencia franco-rumana; su padre es el actor Brad Dourif y su madre es Joni Dourif, mujer de negocios y autoproclamada vidente. Tiene una hermana mayor, Kristina Dourif Tanoue.

## Trayectoria profesional
En 2005, Fiona Dourif debutó como actriz en el papel de Chez Ami Whore en la serie de televisión Deadwood. Al año siguiente, interpretó el papel de Alice en la miniserie de televisión Thief. Ese mismo año, Dourif hizo su debut cinematográfico en Little Chenier.
En 2007, Fiona Dourif actuó en la obra Some Americans Abroad, fuera de Broadway, en el teatro Second Stage, y más tarde en el cortometraje The Lucky One. En 2008, Dourif interpretó a Becky en la película indie Garden Party y a Lisa en Frank the Rat. Ese mismo año, Fiona Dourif actuó como estrella invitada en Law & Order: Unidad de víctimas especiales como la detective Nikki Breslin.
En 2009, Fiona Dourif protagonizó la película The Messenger y tuvo un papel como invitada en la serie de televisión Bored to Death. Al año siguiente, Dourif protagonizó la película independiente Mafiosa y el telefilme After the Fall. Posteriormente, Dourif interpretó a Penny en Letters from the Big Man antes de tener un papel recurrente como Casey en True Blood y una aparición como invitada en The Protector.
En 2012, Dourif protagonizó This is Caroline y The Master. Al año siguiente, Fiona Dourif interpretó a Nica Pierce en Curse of Chucky, parte de la franquicia Child's Play en la que su padre, Brad Dourif, había protagonizado durante mucho tiempo como Chucky. La película fue un éxito de culto.
En 2014, formó parte del reparto de las películas independientes Gutshot Straight, Dangerous Words from the Fearless, Precious Mettle y Fear Clinic.
En 2016-17, Fiona Dourif interpretó al "asesino holístico" Bart Curlish en Dirk Gently's Holistic Detective Agency. La serie se emitió durante dos temporadas. También en 2016, interpretó a la joven Rachel Griffiths en la miniserie de ABC When We Rise. Interpretó a Brie en el thriller indie Blood is Blood.
En 2017, retomó su papel como Nica Pierce en la película de terror Cult of Chucky.Retomaría el papel de nuevo en la serie de televisión Chucky, además de interpretar la versión en pantalla de Charles Lee Ray en flashbacks, el papel que su padre interpretó en la película original de 1988 y al que volvió a poner voz para la serie.
En 2018, interpretó a Jennifer Reddington, hija perdida hace mucho tiempo del personaje principal Raymond Reddington, en la quinta temporada del drama de la NBC The Blacklist. También reapareció en la serie de 2018 The Purge como Good Leader Tavis, una celosa líder de culto.
En 2020, Fiona Dourif interpretó a la villana Rat Woman en la adaptación a miniserie de la novela de Stephen King The Stand.

## Filmografía

### Cine
| Año  | Título                            | Personaje                   | Notas        |
| ---- | --------------------------------- | --------------------------- | ------------ |
| 2006 | Little Chenier                    | Jo Jo                       |              |
| 2007 | The Lucky One                     | Susan                       | Cortometraje |
| 2008 | Garden Party                      | Becky                       |              |
| 2008 | Frank the Rat                     | Lisa                        |              |
| 2009 | The Messenger                     | Esposa de Soldado Regresado |              |
| 2011 | Letters from the Big Man          | Penny                       |              |
| 2012 | This is Caroline                  | Fiona (voz)                 | Cortometraje |
| 2012 | Cold Living                       | Moira                       | Cortometraje |
| 2012 | The Master                        | Bailarina                   |              |
| 2013 | Curse of Chucky                   | Nica Pierce                 |              |
| 2014 | Gutshot Straight                  | Gina                        |              |
| 2014 | Dangerous Words from the Fearless | Ruth                        |              |
| 2014 | Precious Mettle                   | Judy                        |              |
| 2015 | Fear Clinic                       | Sara                        |              |
| 2016 | Her Last Will                     | Iona Cotton                 |              |
| 2016 | Blood Is Blood                    | Brie                        |              |
| 2016 | Mafiosa                           | Sam                         |              |
| 2016 | Arbor Demon                       | Dana                        |              |
| 2017 | Safe                              | Brenda                      |              |
| 2017 | Cult of Chucky                    | Nica Pierce / Chucky        |              |
| 2020 | Tenet                             | Wheeler                     |              |
| 2021 | The Shuroo Process                | Parker Schafer              |              |
| 2022 | Don't Look at the Demon           | Jules                       |              |
| 2023 | On Fire                           | Sarah Laughlin              |              |
| 2024 | Unsinkable                        | Alaine Ricard               |              |
| 2024 | Psychonaut                        | Samantha                    |              |

### Televisión
| Año             | Título                                  | Personaje                              | Notas                           |
| --------------- | --------------------------------------- | -------------------------------------- | ------------------------------- |
| 2005            | Deadwood                                | Chez Ami Whore                         | 3 episodios                     |
| 2006            | Thief                                   | Alice                                  | 4 episodios                     |
| 2008            | Law & Order: Special Victims Unit       | Detective Nikki Breslin                | Episodio: "Swing"               |
| 2009            | Bored to Death                          | Lisa Klein                             | Episodio: "Stockholm Syndrome"  |
| 2010            | After the Fall                          | Annie Tolgen                           | Película para televisión        |
| 2011            | True Blood                              | Casey                                  | 8 episodios                     |
| 2011            | The Protector                           | Tamara O'Neil                          | Episodio: "Safe"                |
| 2015            | Rizzoli & Isles                         | Hija de Helen Barnes                   | Episodio: "Face Value"          |
| 2015            | The Player                              | Chloe Steele                           | Episodio: "L.A. Takedown"       |
| 2015            | Manhattan                               | Jean Tatlock                           | 2 episodios                     |
| 2016–2017       | Dirk Gently's Holistic Detective Agency | Bartine 'Bart' Curlish                 | 13 episodios                    |
| 2017            | When We Rise                            | Young Diane Jones                      | 4 episodios                     |
| 2018            | Shameless                               | Tabitha Youens                         | Episodio: "Church of Gay Jesus" |
| 2018–2019, 2021 | The Blacklist                           | Jennifer Reddington                    | 10 episodios                    |
| 2018            | The Purge                               | Good Leader Tavis                      | 5 episodios                     |
| 2020            | Utopia                                  | Cara Frostfield                        | 3 episodios                     |
| 2020            | Helstrom                                | Madre / Kthara                         | Episodio: "Committed"           |
| 2020            | The Stand                               | La Mujer Rata                          | 4 episodios                     |
| 2021–2024       | Chucky                                  | Nica Pierce / Chucky / Charles Lee Ray | 12 episodios                    |
| 2025–presente   | The Pitt                                | Dr. Cassie McKay                       | 15 episodios                    |